# Ein Cop und ein Halber
Ein Cop und ein Halber (Originaltitel: Cop & ½)  ist eine US-amerikanische Actionkomödie aus dem Jahr 1993.

## Handlung
Devon ist ein achtjähriger Junge und hat den großen Wunsch später einmal Polizist zu werden. Während eines Mordverbrechens ist der Junge der einzige Zeuge und damit er seine Aussagen abliefert, hat er eine Bedingung. Devon möchte einen Tag lang an der Seite eines echten Polizisten arbeiten. Die Wahl auf dem Polizeirevier fällt auf den rauen Nick McKenna, welcher mit Kindern eigentlich nicht viel zu tun hat. Zwischen dem ungleichen Duo entwickelt sich ein Zusammenhalt und beide arbeiten gemeinsam daran, den von Devon beobachteten Mordfall zu lösen.

## Rezeption

### Kritiken
Der Filmdienst sah eine „spannungs- und tempolose Action-Komödie, die bekannte Versatzstücke einfallslos variiert.“ Man lobte jedoch den jungen Hauptdarsteller.
Filmkritiker Roger Ebert fand zwar auch, dass der Film wenig bietet was „original ist“, dafür entgegnete er, dass es „eine Menge gibt, was unterhaltsam ist.“ Weiterhin lobte Ebert den Jungdarsteller und gab dem Film 3 von möglichen 4 Sternen.

### Auszeichnungen
- Norman D. Golden II war 1994 für den Young Artist Award als bester Darsteller unter 10 Jahren nominiert.
- Der Film erhielt 1994 eine goldene Himbeere für den schlechtesten Hauptdarsteller (Burt Reynolds). Des Weiteren war Norman D. Golden II als schlechtester Newcomer nominiert.[3]

## Synchronisation
| Rolle           | Darsteller           | Synchronsprecher         |
| --------------- | -------------------- | ------------------------ |
| Nick McKenna    | Burt Reynolds        | Norbert Langer           |
| Devon Butler    | Norman D. Golden II  | David Turba              |
| Captain Rubio   | Holland Taylor       | Kerstin Sanders-Dornseif |
| Vinnie Fountain | Ray Sharkey          | Michael Christian        |
| Bobo #2         | Mike Benitez         | Tobias Meister           |
| Mrs. Bobo #2    | Maria Canals-Barrera | Anke Reitzenstein        |